# Falkus
Falkus (szlovákul: Falkušovce) község Szlovákiában, a Kassai kerület Nagymihályi járásában.

## Fekvése
Nagymihálytól 17 km-re délnyugatra, az Ondava mellett fekszik.

## Története
A község területén ősidők óta élnek emberek. A régészeti leletek az újkőkorszakból, a korai bronzkorból, a hallstatti és laténi kultúrából, valamint a római korból származnak.
1290-ben említik először, 1339 óta nemesi birtok, 1411 óta különböző nemesi családok birtoka. 1715-ben 22 elhagyott és 4 lakott ház állt a településen. 1787-ben 55 házában 434 lakos élt.
A 18. század végén Vályi András így ír róla: „FALKUS. Falkusovtze. Elegyes tót falu Zemplén Vármegyében, lakosai katolikusok, fekszik a’ Zempléni járásban. Határja gazdag, vagyonnyai jelesek, mint Beretőnek, első Osztálybéli.”
1828-ban 76 házában 570 lakos élt. Lakói főként mezőgazdasággal foglalkoztak, 1831-ben részt vettek a jobbágyfelkelésben. A 19. században a Kazinczy és Lobkovitz család birtoka.
Fényes Elek 1851-ben kiadott geográfiai szótárában így ír a faluról: „Falkus, orosz falu, Zemplén vmegyében, Málcza fil. 51 romai, 520 g. kath., 5 ref., 24 zsidó lak. görög szentegyházzal, 554 hold szántófölddel. F. u. Kazinczy.”
Borovszky Samu monográfiasorozatának Zemplén vármegyét tárgyaló része szerint: „Falkus, tót kisközség 120 házzal és 639 lakossal, kiknek legnagyobb része gör. kath. vallású. Postája, távírója és vasúti állomása Bánócz. Ősrégi község, melynek földjét már 1200-ban, Wyd István, az egri káptalan előtt Harach fia Falkosnak adományozta. Ettől a Falkostól veszi nevét a község is; de 1220-ban a Buttkayak kapnak rá kir. adományt. 1343-ban a községnek Buttkai-Falkus volt a neve. 1411-ben Zsigmond király a Buttkayakat megerősíti birtokukban, de kívülök még a Ráskaiak s a Márkiak is kapnak rá adományt. Egy évvel később az Alcsebbi családot iktatják egyes részeibe; 1437-ben Pozsegai Demeter és a Bessenyő család is kap itt részeket. 1441-ben a butkai vár tartozékaként szerepel s a Buttkay család az ura. 1474-ben Pesthi Bálint, 1551-ben Soós Albert is birtokosa. Az 1598-iki összeírás 9 birtokosát sorolja fel s ezek a következők: Buttkay Péter, Buttkay László özvegye, Csicsery Ferencz és István, Wiczmándy Kristóf, Palocsay György, Ilosvay László, Kiss Ambrus özvegye és Nyárády Albert. 1601-ben Pogány István és Munkácsy János, 1614-ben pedig Zoltay Kata és Buttkay András eszközölnek ki egyes részeire iktató parancsot. Később azután a Szirmayak lesznek az urai, majd az Aiszdorfer, a Székely és a Kazinczy családok és most Kazinczy Arthurnak s özv. Boronkay Györgyné szül. Stépán Idának van itt nagyobb birtoka. A falubeli gör. kath. templomot 1779-ben Kazinczy András és Aiszdorfer Belizár kegyurak építtették. Ide tartozik Blatták-major is.”
1920-ig Zemplén vármegye Nagymihályi járásához tartozott.

## Népessége
| Év:            | 1994. | 2004.   | 2014.   | 2024.   |
| -------------- | ----- | ------- | ------- | ------- |
| Emberek száma: | 615   | 673     | 666     | 659     |
| Eltérés:       |       | +9,43 % | -1,04 % | -1,05 % |

| Év:            | 2023. | 2024.   |
| -------------- | ----- | ------- |
| Emberek száma: | 670   | 659     |
| Eltérés:       |       | -1,64 % |

1910-ben 673, túlnyomórészt szlovák anyanyelvű lakosa volt.
2001-ben 635 lakosából 596 szlovák volt.
2011-ben 681 lakosából 546 szlovák volt.

## Nevezetességei
- Görögkatolikus temploma 1779-ben épült klasszicizáló barokk stílusban.
- Modern ortodox temploma 1994-ben épült.